# فهرست قنات‌های شهرستان حاجی‌آباد
جدول زیر بر اساس آمار وزارت جهاد کشاورزی تهیه شده‌است. فهرست زیر قنات‌های شهرستان حاجی‌آباد در استان هرمزگان را نشان می‌دهد.
| نام قنات                   | موقعیت                      | نزدیک‌ترین روستا | طول قنات (متر) | تعداد میله چاه | عمق مادر چاه | دبی (لیتر بر ثانیه) | سطح زیر کشت (هکتار) |
| -------------------------- | --------------------------- | --------------- | -------------- | -------------- | ------------ | ------------------- | ------------------- |
| آب بید، کوشاه احمدی        | بخش فارغان شهرستان حاجی‌آباد | آب بید          | ۳۵۰            | ۱۳             | ۲۵           | ۲۰                  | ۱۵                  |
| ابشیرین، مزرعه             | بخش فارغان شهرستان حاجی‌آباد | مزرعه           | ۳۲۰            | ۱۲             | ۱۰           | ۲۰                  | ۱۸                  |
| ارلان‌آباد ، مزرعه          | بخش فارغان شهرستان حاجی‌آباد | مزرعه           | ۱۰۰۰           | ۴۲             | ۲۰           | ۳۰                  | ۷۰                  |
| الله‌آباد - سیدجوذر         | بخش مرکزی شهرستان حاجی‌آباد  | سیدجوذر         | ۸۰۰            | ۴۰             | ۲۵           | ۲۵                  | ۱۰۰                 |
| انجیرتلخ-کلوتوئیداحمدی     | بخش فارغان شهرستان حاجی‌آباد | کلوتوئید        | ۱۰۰            | ۴              | ۷            | ۱۶                  | ۱۰                  |
| اولیا، خدائی احمدی         | بخش فارغان شهرستان حاجی‌آباد | روستا نامعلوم   | ۲۰۰            | ۰              | ۰            | ۲۵                  | ۱۰                  |
| اکبرآباد ، سنگ صالح دراگاه | بخش مرکزی شهرستان حاجی‌آباد  | روستا نامعلوم   | ۱۵۰۰           | ۰              | ۰            | ۰                   | ۰                   |
| باغ بادام، بناب            | بخش فارغان شهرستان حاجی‌آباد | بناب            | ۱۵۰۰           | ۳۷             | ۲۸           | ۶                   | ۱                   |
| بانبوج بالا،دراگاه         | بخش مرکزی شهرستان حاجی‌آباد  | باینوج          | ۱۲۰۰           | ۱۳۰            | ۱۵           | ۳۰                  | ۲۰۰                 |
| بررود-توشهراحمدی           | بخش فارغان شهرستان حاجی‌آباد | توشهراحمدی      | ۱۰۰۰           | ۶              | ۸            | ۲۰                  | ۲۰                  |
| بندان،احمدی                | بخش فارغان شهرستان حاجی‌آباد | بندان           | ۴۰۰            | ۱۵             | ۱۲           | ۰                   | ۱۵                  |
| تنگ قوچان،دراگاه           | بخش مرکزی شهرستان حاجی‌آباد  | روستا نامعلوم   | ۸۰۰            | ۰              | ۰            | ۲۵                  | ۵۶                  |
| تودوئیه،سرشاخ              | بخش فارغان شهرستان حاجی‌آباد | سرشاخ           | ۶۰۰            | ۱۵             | ۹            | ۰                   | ۱۵                  |
| توقلات، دهستان             | بخش مرکزی شهرستان حاجی‌آباد  | دهستان          | ۹۰۰            | ۳۰             | ۱۰           | ۰                   | ۰                   |
| جررود-توشهراحمدی           | بخش فارغان شهرستان حاجی‌آباد | روستا نامعلوم   | ۱۰۰۰           | ۰              | ۰            | ۲۰                  | ۲۰                  |
| حاجی‌آباد ، باغات           | بخش مرکزی شهرستان حاجی‌آباد  | حاجی‌آباد باغات  | ۱۰۰۰           | ۴۰             | ۲۲           | ۰                   | ۱                   |
| حسن نوشاد، توشهراحمدی      | بخش فارغان شهرستان حاجی‌آباد | توشهر           | ۵۰۰            | ۱۵             | ۱۰           | ۱۰                  | ۷                   |
| حسین‌آباد -میمند            | بخش مرکزی شهرستان حاجی‌آباد  | میمند           | ۱۸۰۰           | ۸۵             | ۱۲           | ۲۵                  | ۸۰                  |
| حسین‌آباد ، باغات           | بخش مرکزی شهرستان حاجی‌آباد  | باغات           | ۵۰۰            | ۲۱             | ۱۶           | ۰                   | ۱۰                  |
| حسین‌آباد ،توشهر            | بخش فارغان شهرستان حاجی‌آباد | توشهراحمدی      | ۱۵۰۰           | ۳۰             | ۱۵           | ۲۵                  | ۳۰                  |
| خوشاباد ،دراگاه            | بخش مرکزی شهرستان حاجی‌آباد  | خوشناباد        | ۶۰۰۰           | ۳۰۰            | ۴۰           | ۰                   | ۲۰۰                 |
| خون گوران، سرگزاحمدی       | بخش فارغان شهرستان حاجی‌آباد | روستا نامعلوم   | ۱۵۰            | ۰              | ۰            | ۸                   | ۸                   |
| دربرکه، سرگزاحمدی          | بخش فارغان شهرستان حاجی‌آباد | روستا نامعلوم   | ۴۵۰            | ۰              | ۰            | ۲۰                  | ۳۰                  |
| درغویی-توشهراحمدی          | بخش فارغان شهرستان حاجی‌آباد | توشهراحمدی      | ۳۰             | ۸              | ۸            | ۱۲                  | ۸                   |
| دق رئیسی، باینوج           | بخش مرکزی شهرستان حاجی‌آباد  | باینوج          | ۱۲۰۰           | ۱۲۰            | ۱۶           | ۰                   | ۱۸۰                 |
| ده مسیر،مزرعه احمدی        | بخش فارغان شهرستان حاجی‌آباد | مرزعه           | ۱۵۰۰           | ۷۸             | ۱۵           | ۲۵                  | ۵۰                  |
| دهنو-دراگاه                | بخش مرکزی شهرستان حاجی‌آباد  | دراگاه          | ۳۰۰۰           | ۱۵۰            | ۱۰           | ۳۰                  | ۱۰۰                 |
| دوکن باشتل احمدی           | بخش فارغان شهرستان حاجی‌آباد | پشتل            | ۱۰۰            | ۲              | ۸            | ۱۲                  | ۵                   |
| رئیسی، باینوج، دراگاه      | بخش مرکزی شهرستان حاجی‌آباد  | روستا نامعلوم   | ۱۵۰۰           | ۰              | ۰            | ۲۵                  | ۱۸۰                 |
| رئیسی، سیدجوذر             | بخش مرکزی شهرستان حاجی‌آباد  | طاشکوئیه        | ۱۴۰۰           | ۷۱             | ۱۵           | ۴۰                  | ۲۰۰                 |
| سرخوش، دهنو، دراگاه        | بخش مرکزی شهرستان حاجی‌آباد  | روستا نامعلوم   | ۳۰۰۰           | ۰              | ۰            | ۰                   | ۰                   |
| سرشاخ، دراگاه              | بخش مرکزی شهرستان حاجی‌آباد  | روستا نامعلوم   | ۳۰۰            | ۰              | ۰            | ۸                   | ۳                   |
| سرچشمه توشهراحمدی          | بخش فارغان شهرستان حاجی‌آباد | روستا نامعلوم   | ۱۰۰            | ۰              | ۰            | ۲۰                  | ۴۰                  |
| سرگزاحمدی                  | بخش فارغان شهرستان حاجی‌آباد | سرگزاحمدی       | ۱۶۰۰           | ۴۲             | ۱۰           | ۰                   | ۴۰                  |
| سفلی-خدائی احمدی           | بخش فارغان شهرستان حاجی‌آباد | روستا نامعلوم   | ۸۰             | ۰              | ۰            | ۱۵                  | ۷                   |
| سمندری کلوتوئیداحمدی       | بخش فارغان شهرستان حاجی‌آباد | کلوتوئید        | ۲۸۰            | ۱۵             | ۱۰           | ۲۰                  | ۲۵                  |
| سیدجورزطارم                | بخش مرکزی شهرستان حاجی‌آباد  | روستا نامعلوم   | ۱۵۰۰           | ۰              | ۰            | ۲۵                  | ۱۶                  |
| شاه عینی توشهراحمدی        | بخش فارغان شهرستان حاجی‌آباد | توشهراحمدی      | ۱۷۰۰           | ۴              | ۱۲           | ۳۰                  | ۵۰                  |
| شاهرود                     | بخش فارغان شهرستان حاجی‌آباد | شاهرود          | ۱۰۰۰           | ۳۲             | ۳۰           | ۲۵                  | ۴۰                  |
| شویده،دهستان               | بخش مرکزی شهرستان حاجی‌آباد  | دهستان          | ۷۰۰            | ۲۵             | ۶            | ۷                   | ۸۰                  |
| شیخ عالی-احمد              | بخش فارغان شهرستان حاجی‌آباد | شیخ عالی        | ۱۵۰            | ۷              | ۸            | ۶                   | ۵                   |
| عباس‌آباد -سیدجوذر          | بخش فارغان شهرستان حاجی‌آباد | سیدجوذر         | ۹۰۰            | ۴۵             | ۲۵           | ۳۰                  | ۱۵۰                 |
| عبدالهی، طاشکوئیه          | بخش مرکزی شهرستان حاجی‌آباد  | طاشکوئیه        | ۸۰۰            | ۶۰۰۰           | ۳۸           | ۲۰                  | ۷۰                  |
| علی‌آباد -توشهراحمدی        | بخش فارغان شهرستان حاجی‌آباد | توشهراحمدی      | ۱۵۰۰           | ۳۰             | ۱۵           | ۰                   | ۲۰                  |
| علی‌آباد ،نساء              | بخش فارغان شهرستان حاجی‌آباد | مزرعه           | ۳۰۰            | ۱۲             | ۱۰           | ۲۰                  | ۴۰                  |
| علی‌آباد شاه وران، دراگاه   | بخش مرکزی شهرستان حاجی‌آباد  | روستا نامعلوم   | ۴۰۰۰           | ۰              | ۰            | ۸۰                  | ۱۰۰                 |
| عین اله، باغات             | بخش مرکزی شهرستان حاجی‌آباد  | باغات           | ۱۲۰۰           | ۵۸             | ۲۵           | ۱۶                  | ۷                   |
| فتح‌آباد -مازگرد            | بخش فارغان شهرستان حاجی‌آباد | مازگرد          | ۵۵۰            | ۳۹             | ۱۲           | ۴۰                  | ۳۰                  |
| فخرآباد ،دراگاه            | بخش مرکزی شهرستان حاجی‌آباد  | روستا نامعلوم   | ۶۰۰۰           | ۰              | ۰            | ۸۰                  | ۱۵۰                 |
| فرزدم‌آباد ،توشهر           | بخش فارغان شهرستان حاجی‌آباد | روستا نامعلوم   | ۱۵۰۰           | ۰              | ۰            | ۰                   | ۳                   |
| محمدآباد ،دراگاه           | بخش مرکزی شهرستان حاجی‌آباد  | دراگاه          | ۱۳۵۰           | ۴۶             | ۱۸           | ۴۵                  | ۱۵۰                 |
| مزرعه توشهراحمدی           | بخش فارغان شهرستان حاجی‌آباد | توشهراحمدی      | ۷۰۰            | ۲۲             | ۸            | ۱۵                  | ۲۵                  |
| مسعودی- توشهراحمدی         | بخش فارغان شهرستان حاجی‌آباد | توشهراحمدی      | ۲۰۰            | ۵              | ۱۲           | ۰                   | ۱۵                  |
| مسلم‌آباد ، باینوج          | بخش مرکزی شهرستان حاجی‌آباد  | باینوج          | ۱۵۰۰           | ۱۷۰            | ۸            | ۰                   | ۰                   |
| ملاء، کلوتوئیداحمدی        | بخش فارغان شهرستان حاجی‌آباد | کلوتوئید        | ۲۰۰            | ۶              | ۱۰           | ۷                   | ۱۵                  |
| مهراوران،کشکوئیه دراگاه    | بخش مرکزی شهرستان حاجی‌آباد  | کشکوئیه         | ۱۰۰۰           | ۲۰             | ۴۰           | ۱۵                  | ۲۵                  |
| مهرگان،دراگاه              | بخش مرکزی شهرستان حاجی‌آباد  | روستا نامعلوم   | ۳۵۰۰           | ۰              | ۰            | ۴۵                  | ۱۶۰                 |
| مورتوئیه، دراگاه           | بخش مرکزی شهرستان حاجی‌آباد  | باغات           | ۱۰۵۰           | ۲۵             | ۷            | ۰                   | ۱۴                  |
| میرحسینی، مازگرداحمدی      | بخش فارغان شهرستان حاجی‌آباد | مازگرد          | ۳۰۰            | ۲۸             | ۱۲           | ۱۵                  | ۷                   |
| میرحیدری،مازگراوتدی        | بخش فارغان شهرستان حاجی‌آباد | روستا نامعلوم   | ۳۰۰            | ۰              | ۰            | ۲۰                  | ۸                   |
| نساء                       | بخش فارغان شهرستان حاجی‌آباد | روستا نامعلوم   | ۶۰۰            | ۲۵             | ۱۲           | ۰                   | ۸                   |
| نو،کلوتوئیداحمدی           | بخش فارغان شهرستان حاجی‌آباد | کلوتوئید        | ۲۰۰            | ۷              | ۷            | ۱۲                  | ۳۰                  |
| پاییر،کلوتوئیداحمدی        | بخش فارغان شهرستان حاجی‌آباد | کلوتوئید        | ۱۵۰            | ۱۰             | ۹            | ۱۰                  | ۵                   |
| پشتل، احمدی                | بخش فارغان شهرستان حاجی‌آباد | پشتل            | ۳۰۰            | ۱۲             | ۸            | ۱۲                  | ۱۰                  |
| پور،احمدی                  | بخش فارغان شهرستان حاجی‌آباد | روستا نامعلوم   | ۹۸۰            | ۰              | ۰            | ۴۰                  | ۵۰                  |
| چاله الیاس احمدی           | بخش فارغان شهرستان حاجی‌آباد | پشتل            | ۹۰             | ۲              | ۸            | ۶                   | ۸                   |
| چاه انجیرگله روباه باغات   | بخش فارغان شهرستان حاجی‌آباد | باغات           | ۱۰۰۰           | ۲۳             | ۳۵           | ۳۰                  | ۴۰                  |
| چشم بلم، احمدی             | بخش فارغان شهرستان حاجی‌آباد | روستا نامعلوم   | ۵۰۰            | ۰              | ۰            | ۲۰                  | ۲۰                  |
| چشمه های عینی الکرد،باغبان | بخش مرکزی شهرستان حاجی‌آباد  | باغات           | ۳۰۰            | ۱۵             | ۴            | ۱۲                  | ۱۰                  |
| کشکوئیه-باغات              | بخش مرکزی شهرستان حاجی‌آباد  | کشکوئیه         | ۴۰۰            | ۱۴             | ۲۰           | ۲۰                  | ۶۰                  |
| کلوتوئید-احمدی             | بخش فارغان شهرستان حاجی‌آباد | کلوتوئید        | ۱۵۰            | ۷              | ۱۰           | ۲۵                  | ۵۰                  |
| کهنوج - کلوتوئید           | بخش فارغان شهرستان حاجی‌آباد | کلوتوئید        | ۴۰۰            | ۲۵             | ۱۵           | ۲۰                  | ۴۰                  |
| کهنوج بالا سیرمند          | بخش فارغان شهرستان حاجی‌آباد | سیرمند          | ۷۰۰            | ۳۱             | ۱۵           | ۲۵                  | ۷۰                  |
| کهنوج بزرگ، سرگزاحمدی      | بخش فارغان شهرستان حاجی‌آباد | روستا نامعلوم   | ۷۰۰            | ۲۵             | ۱۵           | ۷                   | ۳۰                  |
| کهنوج، سیرمند              | بخش فارغان شهرستان حاجی‌آباد | روستا نامعلوم   | ۳۵۰            | ۰              | ۰            | ۳۰                  | ۴                   |
| گشنوئیه،مزرعه              | بخش فارغان شهرستان حاجی‌آباد | مزرعه           | ۱۴۰۰           | ۷۵             | ۱۷           | ۲۰                  | ۴۵                  |
| گلوتنگوئیه،مزرعه           | بخش فارغان شهرستان حاجی‌آباد | مزرعه           | ۱۴۰۰           | ۷۰             | ۱۷           | ۲۵                  | ۳۵                  |